# Дизельный двигатель
Ди́зельный дви́гатель (в просторечии — ди́зель) — поршневой двигатель внутреннего сгорания, работающий по принципу самовоспламенения распылённого топлива от воздействия разогретого при квазиадиабатном сжатии воздуха. Применяется в основном на судах (теплоходах, дизель-электроходах), тепловозах и МВПС (рельсовых автобусах, дизель-поездах), автобусах и грузовых автомобилях, тракторах и бронетехнике, дизельных электростанциях, а к концу XX века получил распространение и на легковых автомобилях. Специфическая разновидность дизельного двигателя — дизель-молот, принципиально не созданный для создания крутящего момента и не имеющий кривошипно-шатунного механизма. Первый двигатель, работающий по такому принципу, был построен Рудольфом Дизелем в 1893 году. Работа двигателя описывается циклом Дизеля. Двигатель носит имя своего изобретателя и оно является нарицательным.
Спектр видов топлива для дизельных двигателей весьма широк, включая все фракции нефтеперегонки (от керосина до мазута) и ряд продуктов природного происхождения (например, рапсовое и подсолнечное масла), которые также могут использоваться в качестве биодобавок (см. биодизель) . Дизельный двигатель может с определённым успехом работать и на сырой нефти.

## История

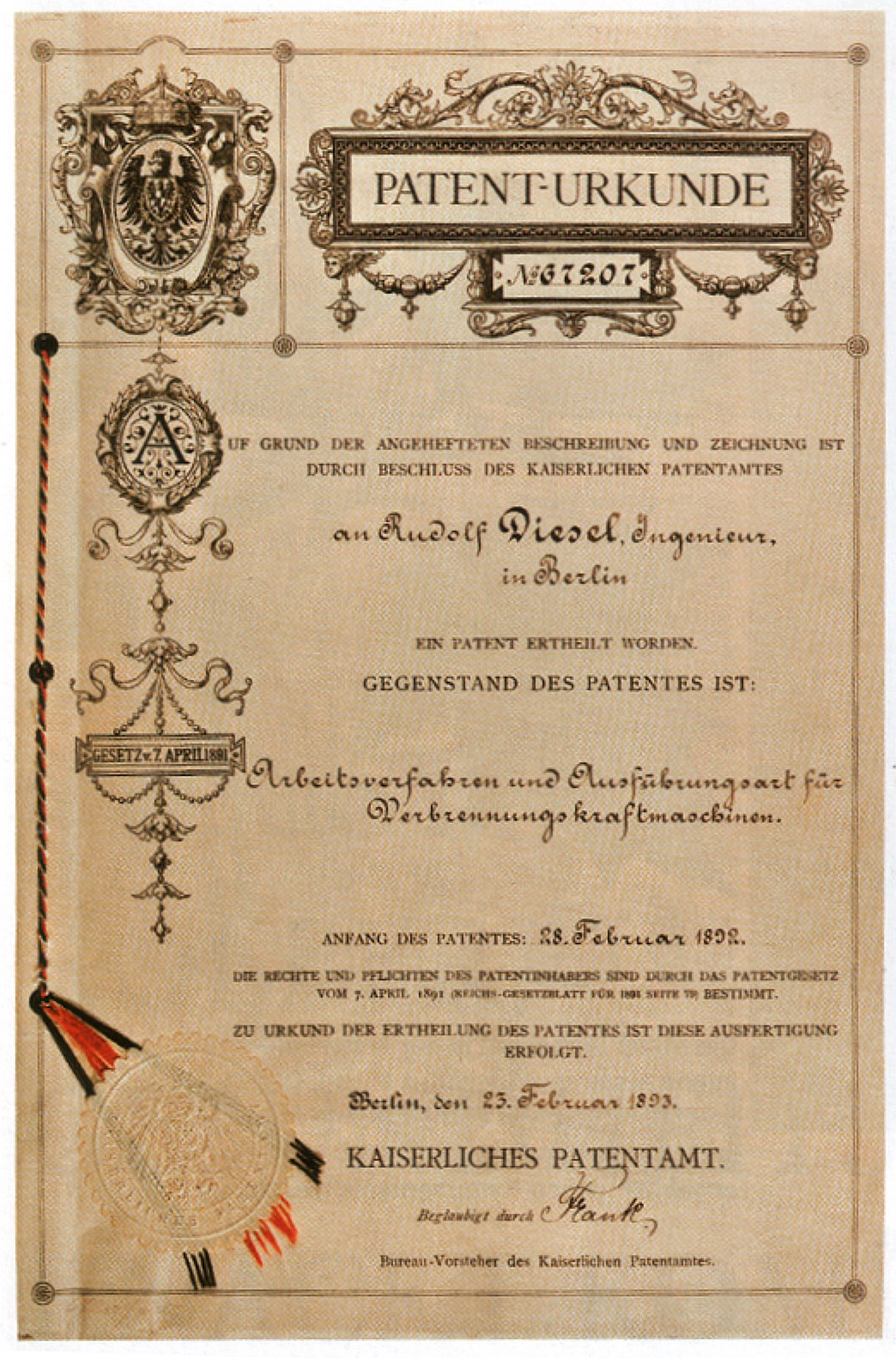
Патент, выданный Рудольфу Дизелю на его изобретение

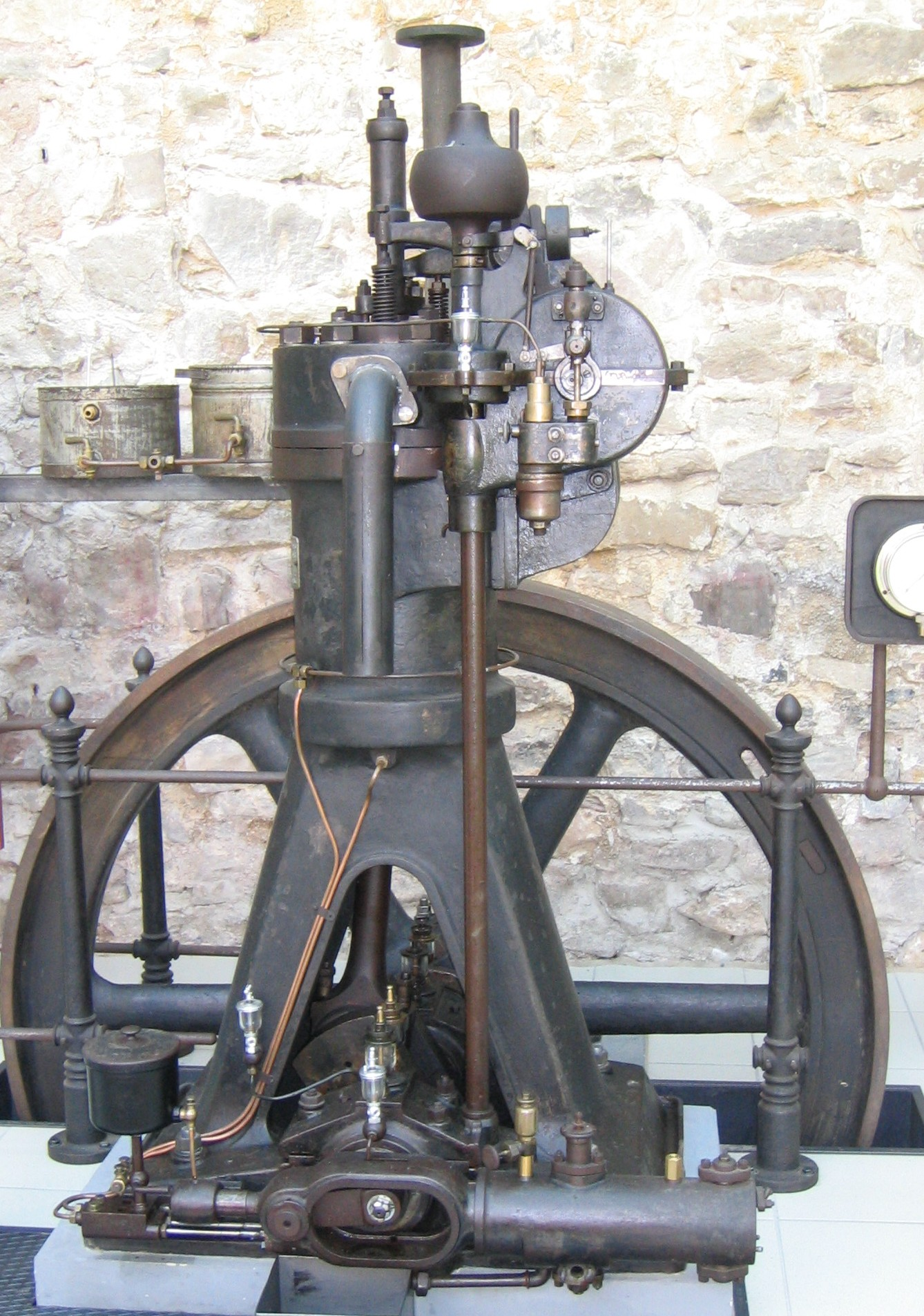
Стационарный одноцилиндровый дизельный двигатель, Германия, Аугсбург, 1906

В 1824 году Сади Карно формулирует идею цикла Карно, утверждая, что в максимально экономичной тепловой машине нагревать рабочее тело до температуры горения топлива необходимо «изменением объёма», то есть быстрым сжатием. В 1890 году Рудольф Дизель предложил свой способ практической реализации этого принципа. Он получил патент на свой двигатель 23 февраля 1892 года (в США в 1895 году), в 1893 году выпустил брошюру. Ещё несколько вариантов конструкции были им запатентованы позднее. После нескольких неудач первый практически применимый образец, названный дизель-мотором, был построен Дизелем к началу 1897 года, и 28 января того же года он был успешно испытан. Дизель активно занялся продажей лицензий на новый двигатель. Несмотря на высокий КПД и удобство эксплуатации по сравнению с паровой машиной, практическое применение такого двигателя было ограниченным: он был больше и тяжелее паровых машин того времени.
Первые двигатели Дизеля работали на растительных маслах или лёгких нефтепродуктах. Интересно, что первоначально в качестве идеального топлива он предлагал каменноугольную пыль — Германия при больших запасах угля не имела нефти. Однако эксперименты показали невозможность использования угольной пыли в качестве топлива для двигателя внутреннего сгорания, прежде всего из-за высоких абразивных свойств как самой пыли, так и золы, получающейся при сгорании; также возникали большие проблемы с подачей пыли в цилиндры.
Инженер Экройд Стюарт ранее высказывал похожие идеи и в 1886 году построил действующий двигатель (см. полудизель). Он предложил двигатель, в котором воздух втягивался в цилиндр, сжимался, а затем нагнетался (в конце такта сжатия) в ёмкость, в которую впрыскивалось топливо. Для запуска двигателя ёмкость нагревалась лампой снаружи, и после запуска самостоятельная работа поддерживалась без подвода дополнительного тепла. Экройд Стюарт не рассматривал преимущества работы от высокой степени сжатия, он просто экспериментировал с возможностями исключения из двигателя свечей зажигания, то есть он не обратил внимания на самое большое преимущество — топливную экономичность.
Независимо от Дизеля в 1898 году на Путиловском заводе в Петербурге инженером Густавом Тринклером был построен первый в мире «бескомпрессорный нефтяной двигатель высокого давления», то есть дизельный двигатель в его современном виде с форкамерой, который назвали «Тринклер-мотором». При сопоставлении двигателей постройки «Дизель-мотора» и «Тринклер-мотора» русская конструкция, появившаяся на полтора года позднее немецкой и испытанная на год позднее, оказалась гораздо более совершенной и перспективной. Использование гидравлической системы для нагнетания и впрыска топлива позволило отказаться от отдельного воздушного компрессора и сделало возможным увеличение скорости вращения. «Тринклер-моторы» не имели воздушного компрессора, а подвод тепла в них был более постепенным и растянутым по времени по сравнению с двигателем Дизеля. Российская конструкция оказалась проще, надёжнее и перспективнее немецкой. Однако под давлением Нобелей и других обладателей лицензий Дизеля работы над двигателем в 1902 году были прекращены.
В 1898 году Эммануил Нобель приобрёл лицензию на двигатель внутреннего сгорания Рудольфа Дизеля. Двигатель приспособили для работы на нефти, а не на керосине. В 1899 году Механический завод «Людвиг Нобель» в Петербурге развернул массовое производство дизельных двигателей. В 1900 году на Всемирной выставке в Париже дизельный двигатель получил Гран-при, чему способствовало известие, что завод Нобеля в Петербурге наладил выпуск двигателей, работавших на сырой нефти. Этот двигатель получил в Европе название «русский дизель». Выдающийся русский инженер Аршаулов впервые построил и внедрил топливный насос высокого давления оригинальной конструкции — с приводом от сжимаемого в цилиндре воздуха, работавший с бескомпрессорной форсункой.
В настоящее время для обозначения ДВС с воспламенением от сжатия используется термин «двигатель Дизеля», «дизельный двигатель» или просто «дизель», так как теория Рудольфа Дизеля стала основой для создания современных двигателей этого типа. В дальнейшем около 20—30 лет такие двигатели широко применялись в стационарных механизмах и силовых установках морских судов, однако существовавшие тогда системы впрыска топлива с воздушными компрессорами не позволяли применять дизельные двигатели в высокооборотных агрегатах. Небольшая скорость вращения, значительный вес воздушного компрессора, необходимого для работы системы впрыска топлива сделали невозможным применение первых дизельных двигателей на автотранспорте.
В 20-е годы XX века немецкий инженер Роберт Бош усовершенствовал встроенный топливный насос высокого давления, устройство, которое широко применяется и в наше время. Он же создал удачную модификацию бескомпрессорной форсунки. Востребованный в таком виде высокооборотный дизельный двигатель стал пользоваться всё большей популярностью как силовой агрегат для вспомогательного и общественного транспорта, однако доводы в пользу карбюраторных двигателей (традиционный принцип работы, лёгкость и небольшая цена производства) позволяли им пользоваться большим спросом для установки на легковых и небольших грузовых автомобилях: с 50-х — 60-х годов XX века дизельный двигатель устанавливается в больших количествах на грузовые автомобили и автофургоны, а в 70-е годы, после резкого роста цен на топливо, на него обращают серьёзное внимание мировые производители недорогих маленьких пассажирских автомобилей.
В дальнейшие годы происходит рост популярности дизельных двигателей для легковых и грузовых автомобилей, не только из-за их экономичности и долговечности, но также из-за меньшей токсичности выбросов в атмосферу. Все ведущие европейские производители автомобилей в настоящее время имеют модели с дизельным двигателем.
Дизельные двигатели применяются также на железной дороге. Локомотивы, использующие дизельный двигатель — тепловозы — являются основным видом локомотивов на неэлектрифицированных участках, дополняя электровозы за счёт автономности. Существуют также одиночные автомотрисы, дрезины и мотовозы, которые повсеместно используются на электрифицированных и неэлектрифицированных участках для обслуживания и ремонта пути и объектов инфраструктуры. Иногда автомотрисы и небольшие дизель-поезда называют рельсовыми автобусами.
В России в 2007 году почти весь грузовой автотранспорт и автобусный парк имел дизельные двигатели и только незначительная часть грузовиков и средних автобусов имела бензиновые.
В легковом автотранспорте в среднем по Европейскому союзу дизельные автомобили составляют 50 % от продаж (Франция — 70 %, Великобритания 38 %), а в России не более 2 %.

## Принцип работы

### Четырёхтактный цикл

Работа четырёхтактного дизельного двигателя. Клапаны: слева — впуск воздуха; справа — выхлопные газы.

- 1-й такт. Впуск. Соответствует 0°—180° поворота коленвала. Через открытый приблизительно на 345—355° впускной клапан воздух поступает в цилиндр, на 190—210° клапан закрывается. При этом до 10—15° поворота коленвала одновременно открыт и выхлопной клапан. Время совместного открытия клапанов называется перекрытием клапанов, при котором происходит продувка цилиндра сжатым воздухом (адиабатически сжатым в турбокомпрессоре и охлаждённым изобарно в интеркулере для снижения удельного объёма и увеличения соответственно количества окислителя, подаваемого в цилиндр, и также снижения работы, затрачиваемой на такте сжатия) из впускного коллектора для удаления продуктов сгорания.
- 2-й такт. Сжатие. Квазиадиабатный процесс. Соответствует 180° — 360° поворота коленвала. Поршень, двигаясь к ВМТ (верхней мёртвой точке), квазиадиабатно сжимает воздух от 16 (в тихоходных двигателях) до 25 (в быстроходных) раз, его температура повышается, поршень совершает работу над воздухом. Сжатие происходит за счёт инертности маховика, сидящего на коленчатом валу двигателя (он выступает аккумулятором энергии для совершения процессов впуска, сжатия и выпуска, и необходим для работы двигателя, в полезную работу двигателя уходит именно разность работы рабочего хода и этих трёх процессов, в которых работа совершается).
- 3-й такт. Рабочий ход, расширение. Это процесс, при котором газ совершает работу. Соответствует 360°—540° поворота коленвала. При распылении топлива в горячий воздух происходит инициация сгорания топлива, то есть частичное его испарение, образование свободных радикалов в поверхностных слоях капель и в пара́х. Наконец, при достижении стехиометрического соотношения нагретого воздуха и паров топлива оно вспыхивает и сгорает по мере поступления из форсунки, а продукты горения, расширяясь, двигают поршень вниз. Впрыск и, соответственно, воспламенение топлива происходит чуть раньше момента достижения поршнем верхней мёртвой точки вследствие некоторой инертности процесса горения. Отличие от опережения зажигания в бензиновых двигателях в том, что задержка необходима только из-за наличия времени инициации, которое в каждом конкретном двигателе — величина постоянная и зависящая только от особенностей данной конкретной конструкции двигателя. Сгорание топлива в дизельном двигателе происходит, таким образом, столько времени, сколько длится подача порции топлива из форсунки, начинаясь вблизи ВМТ. Из этого следуют два важных вывода:
  - Процесс горения длится примерно столько же времени, сколько требуется для впрыска данной порции топлива, но не дольше времени рабочего хода. Это приводит к тому, что рабочий процесс протекает при постоянном давлении газов (это изобарный процесс). Также, в отличие от двигателя с искровым зажиганием, компрессионного и калильного двигателя (цикл Отто), происходит не взрывообразное сгорание топлива (условный изохорный процесс, но такое приближение неточное, поскольку за время распространения фронта воспламенения поршень всё-таки успевает отдалиться от ВМТ, причем, чем более оборотистый мотор, тем сильнее меняется объем, пока происходит воспламенение топлива, это также сильно зависит от свойств топлива), а его факельное горение в процессе рабочего хода.
  - Соотношение топливо/воздух в цилиндре может существенно отличаться от стехиометрического, причём очень важно обеспечить избыток воздуха, так как пламя факела занимает лишь часть объёма камеры сгорания и требуется обеспечить полное сгорание. Если этого не происходит, возникает массивный выброс несгоревших углеводородов с сажей (на сленге железнодорожников «тепловоз даёт медведя́»).

У двигателей с аккумуляторной топливной системой (Common Rail) за счет возможности управлять открытием форсунки независимо от работы ТНВД появляется возможность оптимизировать процесс впрыска и сгорания топлива за счет многоимпульсной подачи. Суть заключается в следующем:
- - Примерно за 20-40° до ВМТ в цилиндр предвпрыскивается небольшая порция топлива (5-30 % от основной цикловой подачи), её воспламенение позволяет плавно сформировать начальный фронт пламени. В результате температура и давление газов в цилиндре повышаются без скачка, это снижает ударные нагрузки на детали двигателя и способствует более полному сгоранию основной порции топлива. Предвпрыск стал повсеместно применяться на двигателях стандарта Евро-3, а начиная с Евро-4 предвпрыск может быть и многостадийным;
  - Примерно за 2-7° до ВМТ начинается подача первой части основной порции топлива, при этом процесс протекает как в обычном дизеле с механическим ТНВД за исключением того, что ударного повышения давления в цилиндре не происходит — оно уже повысилось при начале сгорания предваряющей порции топлива, поэтому двигатель работает с меньшим шумом и с меньшими нагрузками;
  - Затем подача топлива на некоторое время прекращается и происходит его более полное сгорание;
  - Подается вторая часть основной порции топлива. За счет разделения подачи на две части удается обеспечить, с одной стороны, более полное сгорание, а с другой — больший период времени работы цилиндра при постоянном давлении. В результате снижается токсичность отработавших газов, двигатель развивает больший крутящий момент при меньших ударных нагрузках и производит меньше шума. Разделение основной подачи топлива на две части стало применяться на двигателях стандарта Евро-4;
  - Для двигателей с сажевым фильтром применяется так называемый «поствпрыск», и только в режиме «прожига» (очищения сажевого фильтра от накопившейся сажи методом ее сжигания): незадолго до открытия выпускного клапана подается небольшая завершающая порция топлива — поствпрыск, которая догорает уже в выпускном коллекторе и турбокомпрессоре. В результате этого обеспечивается эффективное дожигание частиц сажи. Поствпрыск стал активно применяться на двигателях стандарта Евро-5 и выше, с сажевыми фильтрами. Режим очистки сажевого фильтра (посредством «поствыпрыска») активируется программой управления по сигналу датчика дифференциального давления, определяющего накопление сажи в сажевом фильтре, что ведет к повышения сопротивления потоку газов и повышению дифференциального давления. У дизелей высоких экологических классов дополнительно впрыскивается раствор карбамида (мочевины), значительно улучшающей процесс окисления и удаления сажи из сажевого фильтра. При поствпрыске происходит попадание значительного количества дизтоплива в масляный картер двигателя, через огневой пояс поршней, что резко сокращает срок службы масла, а также требует применения специальных масел, лучше выдерживающих разбавление дизтопливом без потери свойств.

Таким образом многоимпульсная подача топлива существенно улучшает практически все характеристики дизеля и позволяет приблизить его удельную мощность к бензиновым двигателям, а при наличии турбонаддува высокого давления — превзойти её. По этой причине с развитием систем Common Rail дизельные двигатели на легковых автомобилях становятся все более популярными.
- 4-й такт. Выпуск. Соответствует 540°—720° поворота коленвала. Поршень идёт вверх, выталкивая отработавшие газы из цилиндра в атмосферу через открытый на 520—530° выхлопной клапан.

Далее цикл повторяется.
В зависимости от конструкции камеры сгорания, существует несколько типов дизельных двигателей:
- С неразделённой камерой: камера сгорания выполнена в поршне, а топливо впрыскивается в надпоршневое пространство. Главные достоинства — минимальный расход топлива и простая конструкция головки. Недостаток — повышенный шум с ударными нагрузками («жесткая работа»), особенно на холостом ходу. В настоящее время ведутся интенсивные работы по устранению указанного недостатка. Например, в системе Common Rail для снижения жёсткости работы используется (зачастую многостадийный) предвпрыск (что описано выше).
- С разделённой камерой: топливо подаётся в дополнительную камеру. В большинстве дизельных двигателей такая камера (она называется вихревой либо предкамерой) связана с цилиндром специальным каналом так, что при сжатии воздух, попадая в неё, интенсивно завихряется. Это способствует активному перемешиванию впрыскиваемого топлива с воздухом и к его более полному сгоранию. Такая схема долго считалась оптимальной для лёгких двигателей и широко использовалась на легковых автомобилях. Однако, вследствие сложности и меньшей прочности конструкции, а также и худшей экономичности, последние два десятилетия идёт активное вытеснение вихрекамерных двигателей двигателями с непосредственным впрыском и с системой Common Rail.

### Двухтактный цикл

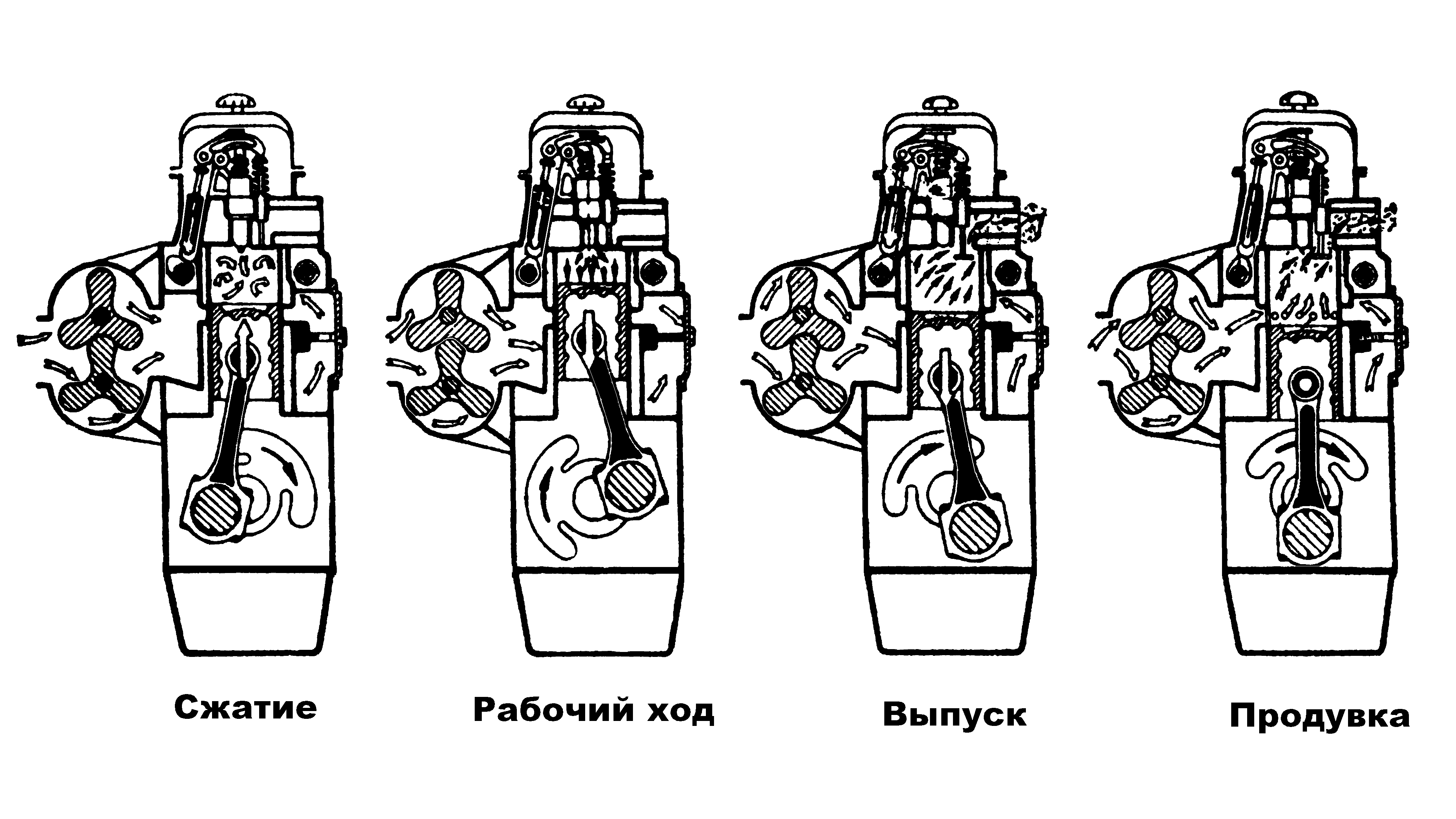
Принцип работы двухтактного дизельного двигателя

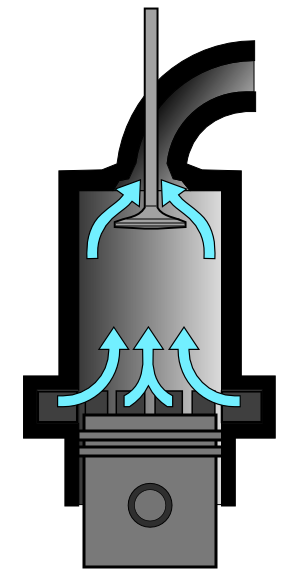
Клапанно-щелевая продувка двухтактного дизельного двигателя: внизу — продувочные окна, выпускной клапан вверху открыт

Кроме вышеописанного четырёхтактного цикла, возможно использование двухтактного цикла.
Такты сжатие и рабочий ход двухтактного цикла аналогичны таковым в четырёхтактном цикле, но несколько укорочены, а газообмен в цилиндре осуществляется в едином процессе — продувке, занимающей сектор между концом рабочего хода и началом сжатия.
В конце рабочего хода поршень, перемещаясь вниз, открывает выпускные окна в стенке цилиндра, через них или через выхлопные клапаны начинают удаляться продукты горения, несколько позднее открываются впускные окна, цилиндр продувается свежим воздухом из воздуходувки — осуществляется продувка. Поднимаясь, поршень тронками закрывает все окна. С момента закрытия впускных окон начинается сжатие. Перед достижением поршнем ВМТ из форсунки распыляется воспламеняющееся топливо. Происходит расширение — поршень идёт вниз и снова открывает все окна и т. д.
Продувка является слабым звеном двухтактного цикла. Время продувки, в сравнении с другими тактами, невелико и увеличить его невозможно, иначе будет падать эффективность рабочего хода за счёт его укорочения. В четырёхтактном цикле на те же процессы отводится половина цикла. Полностью разделить выхлоп и свежий воздушный заряд тоже невозможно, поэтому часть воздуха теряется, выходя прямо в выхлопную трубу. Если же смену тактов обеспечивает один и тот же поршень, возникает проблема, связанная с симметрией открывания и закрывания окон. Для лучшего газообмена выгоднее иметь опережение открытия и закрытия выхлопных окон. Тогда выхлоп, начинаясь ранее, обеспечит снижение давления остаточных газов в цилиндре к началу продувки. При закрытых ранее выхлопных окнах и открытых — ещё — впускных осуществляется дозарядка цилиндра воздухом, и, если воздуходувка обеспечивает избыточное давление, становится возможным осуществление наддува.
Окна могут использоваться и для выпуска отработавших газов, и для впуска свежего воздуха; такая продувка называется щелевой или оконной. Если отработавшие газы выпускаются через клапан в головке цилиндра, а окна используются только для впуска свежего воздуха, продувка называется клапанно-щелевой (11Д45, 14Д40, ЯАЗ-204, −206).
Каждый цилиндр ПДП-двигателей содержит два встречно-противоположно движущихся поршня; каждый поршень управляет своими окнами — один впускными, другой выпускными (система Фербенкс-Морзе — Юнкерса — Корейво). Дизельные двигатели этой системы семейства Д100 широко использовались на тепловозах ТЭ3, ТЭ10, танковые двигатели 4ТПД, 5ТД(Ф) (Т-64), 6ТД (Т-80УД), 6ТД-2 (Т-84), в авиации — на бомбардировщиках Junkers (Jumo 204, Jumo 205).
В двухтактном двигателе рабочие ходы происходят вдвое чаще, чем в четырёхтактном, но из-за наличия продувки и укорочения рабочего хода двухтактный двигатель мощнее такого же по объёму четырёхтактного не в два, а максимум в 1,6—1,7 раз.
Ранее двухтактные дизели были широко распространены на всех видах транспорта по причине высокой удельной мощности при небольшом числе оборотов, которое ограничивалось как несовершенством моторных материалов (например, поршни дизелей приходилось делать чугунными), так и несовершенством коробок передач (прямозубые с малыми передаточными числами) и тяговых генераторов (недостаточная прочность ротора и ненадежная работа коллекторно-щеточных узлов на высоких оборотах). Однако по мере совершенствования как самих моторов, так и приводимых ими агрегатов, стала чаще использоваться более выгодная форсировка двигателей за счет повышения числа оборотов, добиться которой на двухтактных двигателях достаточно сложно. Поэтому высокооборотистые четырёхтактные дизели уже к 1960-м годам вытеснили двухтактные сначала в автомобильном транспорте, затем на тепловозах, а потом и на судах среднего тоннажа и в стационарных установках. И лишь на больших морских и океанских судах с непосредственным (безредукторным) приводом гребного винта, ввиду удвоения количества рабочих ходов на одних и тех же оборотах, двухтактный цикл оказывается особенно выгодным при невозможности повысить частоту вращения. Кроме того, двухтактный двигатель технически проще реверсировать. В результате с 1980-х годов в двухтактном исполнении выпускаются только особо тихоходные (50 — 200 об/мин) двигатели, имеющие мощность от 15 000 до 100 000 л. с.
В связи с тем, что организовать полноценную продувку вихревой камеры (или предкамеры) при двухтактном цикле сложно, двухтактные двигатели строятся только с неразделёнными камерами сгорания, размещёнными обычно в поршне.

## Варианты конструкции

Крейцкопфный (слева) и тронковый (справа) двигатели. Номером 10 обозначен крейцкопф.

Поршень — самая теплонапряженная деталь КШМ ДВС. Для средних и тяжёлых двухтактных дизельных двигателей характерно применение составных поршней, в которых используется стальная головка и дюралевая юбка, как правило, с принудительным масляным охлаждением. Основной целью данного усложнения является снижение общей массы поршня при сохранении максимально возможной жаростойкости донышка и снижения температуры в зоне колец.
В отдельную группу выделяются тяжёлые двигатели, содержащие в конструкции крейцкопф. В крейцкопфных двигателях шатун присоединяется к крейцкопфу — ползуну, соединённому с поршнем штоком (скалкой). Крейцкопф работает по своей направляющей — крейцу, без воздействия повышенных температур, полностью ликвидируя воздействие боковых сил на поршень. Данная конструкция характерна для крупных длинноходных судовых двигателей, часто — двойного действия, ход поршня в них может достигать 3 метров; тронковые поршни таких размеров были бы перетяжеленными, тронки с такой площадью трения существенно снизили бы механический КПД (В последнее время для повышения мощности крейцкопфных двигателей более характерно применение наддува, а не двойное действие, так как тепловой режим поршня при этом менее напряжённый. Однако, подпоршневые полости всё же применяют для организации продувки).

## Реверсивные двигатели
Большинство ДВС рассчитаны на вращение только в одну сторону; если требуется получить на выходе вращение в разные стороны, то используют передачу заднего хода в коробке перемены передач или отдельный реверс-редуктор. Электрическая передача также позволяет менять направление вращения на выходе.
Однако на судах с жёстким соединением двигателя с гребным винтом фиксированного шага приходится применять реверсивные двигатели, чтобы иметь возможность двигаться задним ходом. Для реверсирования двигателя нужно изменять фазы открытия клапанов и впрыска топлива. Обычно реверсивные двигатели снабжаются распределительными валами с двойным набором кулачков — для переднего и заднего хода; при остановленном двигателе специальное устройство приподнимает толкатели клапанов, после чего распредвалы перемещают в положение хода нужного направления. Встречаются также конструкции с реверсивным приводом распределительного вала — здесь при изменении направления вращения коленчатого вала направление вращения распределительного вала сохраняется. Двухтактные двигатели с контурной продувкой, при которой газораспределение осуществляется поршнем, в специальных реверсивных устройствах не нуждаются (однако в них всё же требуется корректировка момента впрыска топлива).
Реверсивные двигатели также применялись на ранних тепловозах с механической передачей.

## Преимущества и недостатки

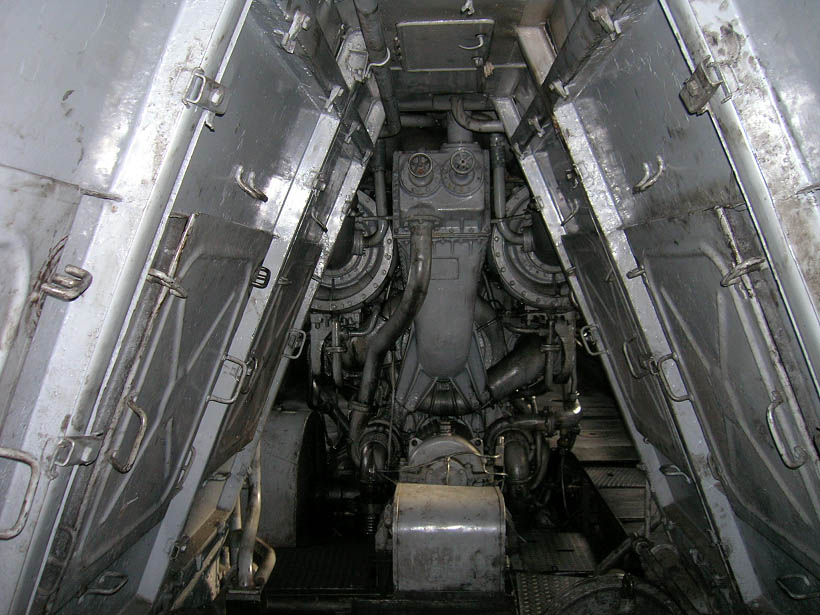
Тепловоз ТЭП60, вдали — агрегаты наддува дизеля 11Д45: два турбокомпрессора, между ними интеркулер, под ним приводной нагнетатель

Современные дизельные двигатели обычно имеют коэффициент полезного действия до 40—45 %, некоторые малооборотные крупные двигатели — свыше 50 % (например, MAN B&W S80ME-C7 тратит только 155 гр на кВт·ч, достигая эффективности 54,4 %). Дизельный двигатель из-за особенностей рабочего процесса не предъявляет жёстких требований к испаряемости топлива, что позволяет использовать в нём низкосортные тяжёлые топлива, такие как мазут.
Дизельный двигатель не может развивать высокие обороты — топливо не успевает догореть в цилиндрах, для возгорания требуется время инициации. Высокая механическая напряжённость вынуждает использовать более массивные и более дорогие детали, что утяжеляет двигатель. Это снижает удельную мощность двигателя, что послужило причиной малого распространения дизельных двигателей в авиации (только некоторые бомбардировщики Junkers, а также советские тяжёлые бомбардировщики Пе-8 и Ер-2, оснащавшиеся авиационными двигателями АЧ-30 и М-40 конструкции А. Д. Чаромского и Т. М. Мелькумова). На максимальных эксплуатационных режимах топливо не догорает, приводя к выбросу облаков сажи, и подачу топлива на больших оборотах приходится уменьшать (механический или электронный корректор подачи).
Зато при низких оборотах дизельный двигатель может работать без дымления при большей цикловой подаче топлива. Потому он выдаёт высокий вращающий момент при низких оборотах, что делает автомобиль более «отзывчивым» в движении, чем такой же автомобиль с бензиновым двигателем. По этой причине, а особенно ввиду более высокой экономичности в настоящее время большинство грузовых автомобилей оборудуются дизельными двигателями. Например, в России в 2007 году почти все грузовики и автобусы были оснащены дизельными двигателями (окончательный переход этого сегмента автотранспорта с бензиновых двигателей на дизельные планировалось завершить к 2009 году), а также планируется перевод легковых автомобилей на дизельные двигатели. Это является преимуществом также и в двигателях морских судов, так как высокий крутящий момент при низких оборотах делает более лёгким эффективное использование мощности двигателя, а более высокий теоретический КПД (см. Цикл Карно) даёт более высокую топливную эффективность.
По сравнению с бензиновыми двигателями в выхлопных газах дизельного двигателя, как правило, меньше окиси углерода (СО), но теперь, в связи с применением каталитических конвертеров на бензиновых двигателях, это преимущество не так заметно. Основные токсичные газы, которые присутствуют в выхлопе в заметных количествах — это углеводороды (НС или СН), оксиды (окислы) азота (NOх) и сажа (или её производные) в форме чёрного дыма. Больше всего загрязняют атмосферу в России двигатели грузовиков и автобусов, которые часто являются старыми и неотрегулированными. При этом дизельный двигатель более топливно экономичен по сравнению с бензиновым (на 30-40 %). Это связано с тем, что в дизельном двигателе степень сжатия воздуха можно доводить до больших величин по сравнению со степенью сжатия горючей смеси в бензиновых двигателях. Как следствие температура отработанных газов в первом случае составляет 600—700°С, что существенно ниже температур отработанных газов карбюраторных двигателей 800—1100°С. Таким образом, с отработанными газами в дизельном двигателе уходит меньше тепла. Топливная экономичность в л/100 км у дизельных двигателей ещё увеличивается за счёт большей плотности дизельного топлива, чем у бензина и сжиженного газа.
Другим важным аспектом, касающимся безопасности, является то, что дизельное топливо нелетучее (то есть, сравнительно плохо испаряется и в замкнутом моторном отделении не образует большого количества легковоспламеняющихся паров) — таким образом, вероятность возгорания у дизельных двигателей намного меньше, тем более, что в них не используется искровая система зажигания. Вместе с высокой топливной экономичностью это стало причиной широкого их применения на танках, поскольку в повседневной небоевой эксплуатации уменьшался риск возникновения пожара в моторном отделении из-за не являющихся редкостью утечек топлива. По сравнению с танками оснащенными бензиновым двигателем ниже и вероятность возгорания танка с дизельным двигателем при его поражении в боевых условиях, хотя это вовсе не означает полной устойчивости к пожару — более того, детонация смеси паров дизельного топлива с воздухом в пробитом топливном баке по своим последствиям сравнима со взрывом боеприпасов, в частности, у танков Т-34 она приводила к разрыву сварных швов и выбиванию верхней лобовой детали бронекорпуса. С другой стороны, дизельный двигатель уступает карбюраторному в удельной мощности, а потому в ряде случаев (высокая мощность при малом объёме моторного отделения) более выигрышным может быть использование именно карбюраторного силового агрегата (хотя это характерно для слишком уж лёгких боевых единиц, например, танкеток или легких танков).
Ввиду большей степени сжатия дизельный двигатель при пуске требует проворота коленвала с большим усилием, чем карбюраторный двигатель сходного литража. Поэтому для его пуска необходимо использовать стартер большей мощности. В то же время потребление чистого воздуха позволяет осуществить пуск подачей в цилиндры сжатого воздуха, что в ряде случаев даёт существенные преимущества перед пуском электростартером — нечувствительность системы к понижению внешней температуры, нетребовательность к материалам, в частности, система пуска сжатым воздухом вообще не имеет деталей из меди, не содержит опасных для здоровья технического персонала веществ, то есть едких щелочей и крепких кислот, а также ядовитых свинца, кадмия, дорогого серебра; она легче системы пуска с электростартером.
Явными недостатками дизельных двигателей являются помутнение и застывание (запарафинивание) летнего дизельного топлива при низких температурах. Также они крайне чувствительны к загрязнению топлива механическими частицами и водой, топливная аппаратура дороже и существенно сложнее в ремонте, так как и форсунки, и ТНВД являются прецизионными устройствами. Ремонт дизельных двигателей вообще значительно дороже ремонта бензиновых моторов аналогичного класса. Литровая мощность дизельных моторов также, как правило, уступает аналогичным показателям бензиновых моторов, хотя дизельные моторы обладают более ровным и высоким крутящим моментом в своём рабочем диапазоне. Экологические показатели дизельных двигателей значительно уступали до последнего времени двигателям бензиновым. На классических дизельных двигателях с механически управляемым впрыском возможна установка только окислительных нейтрализаторов отработавших газов, работающих при температуре отработавших газов свыше 300 °C, которые окисляют только CO и CH до безвредных для человека углекислого газа (CO2) и водяного пара. Также раньше данные нейтрализаторы выходили из строя вследствие отравления их соединениями серы (количество соединений серы в отработавших газах напрямую зависит от количества серы в дизельном топливе) и отложением на поверхности катализатора частиц сажи. Ситуация начала меняться лишь в последние годы в связи с внедрением системы Common rail. В данном типе впрыск топлива осуществляется электронно-управляемыми форсунками. Подачу управляющего электрического импульса осуществляет электронный блок управления, получающий сигналы от набора датчиков. Датчики же отслеживают различные параметры двигателя, влияющие на длительность и момент подачи топливного импульса. Так что, по сложности современный — и экологически такой же чистый, как и бензиновый — дизельный мотор ничем не уступает своему бензиновому собрату, а по ряду параметров (сложности) и значительно его превосходит. Так, например, если давление топлива в форсунках обычного двигателя с механическим впрыском составляет от 100 до 400 бар (приблизительно эквивалентно «атмосфер»), то в новейших системах Common rail оно находится в диапазоне от 1000 до 2500 бар, что влечёт за собой немалые проблемы. Также каталитическая система современных транспортных дизельных двигателей значительно сложнее бензиновых моторов, так как катализатор должен «уметь» работать в условиях нестабильного состава выхлопных газов, а в части случаев требуется введение так называемого сажевого фильтра (DPF - фильтр твёрдых частиц). Сажевый фильтр представляет собой подобную обычному каталитическому нейтрализатору структуру, устанавливаемую между выхлопным коллектором и катализатором в потоке выхлопных газов. В сажевом фильтре развивается высокая температура, при которой частички сажи способны окислиться остаточным кислородом, содержащимся в выхлопных газах. Однако часть сажи не всегда окисляется, и остаётся в сажевом фильтре, поэтому программа блока управления периодически переводит двигатель в режим очистки сажевого фильтра путём так называемой постинжекции, то есть впрыска дополнительного количества топлива в цилиндры в конце фазы сгорания с целью поднять температуру газов, и, соответственно, очистить фильтр путём сжигания накопившейся сажи.
Стандартом де-факто в конструкциях транспортных дизельных моторов стало наличие наддува, а в последние годы — и интеркулера — устройства, охлаждающего воздух после сжатия турбиной — чтобы после охлаждения получить большую массу воздуха (кислорода) в камере сгорания при том же давлении после турбины. Турбокомпрессор (реже — приводной нагнетатель) позволяет поднять удельные мощностные характеристики массовых дизельных моторов, так как позволяет пропустить за рабочий цикл большее количество воздуха через цилиндры.
В своей основе конструкция дизельного двигателя подобна конструкции бензинового двигателя. Однако, из-за более высоких давлений в цилиндрах на циклах сжатия и расширения, аналогичные детали должны быть прочнее аналогичных деталей карбюраторных двигателей и, следовательно, тяжелее. Хон на поверхности зеркала цилиндра более грубый, а твёрдость зеркал цилиндров выше. Головки поршней специально разрабатываются под особенности процессов сгорания и рассчитаны на повышенную степень сжатия. При прямом (непосредственном) впрыске головки поршней обычно содержат в себе камеру сгорания. Средние и тяжёлые двигатели, как правило, имеют поршни с принудительным масляным охлаждением (Д100, K6S310DR). На современных двигателях все чаще используется система питания Common rail, позволяющая уменьшить потребление топлива и выбросы вредных веществ, а также снизить нагрузки на детали за счёт гибкого управления процессом впрыска на всех режимах работы двигателя.

## Сферы применения

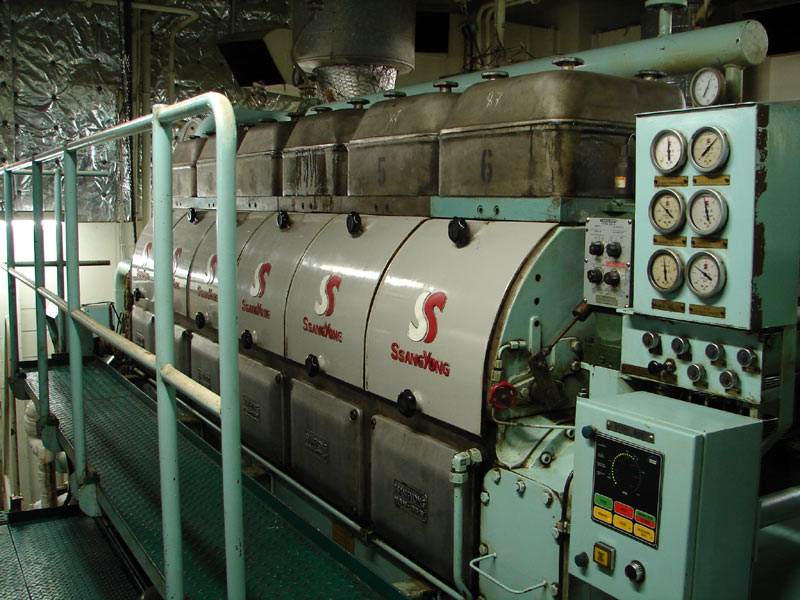
Судовая дизель-генераторная установка.

Дизельные двигатели применяются для привода стационарных силовых установок — дизель-генераторных электростанций, на рельсовых (тепловозы, дизелевозы, дизель-поезда, автодрезины) и безрельсовых (легковые автомобили, автобусы, грузовики) транспортных средствах, самоходных машинах и механизмах (тракторы, комбайны, асфальтовые катки, скреперы и т. д.), а также в судостроении в качестве главных и вспомогательных двигателей.

## Обладатели рекордов
Самый быстрый автомобиль на дизельном топливе

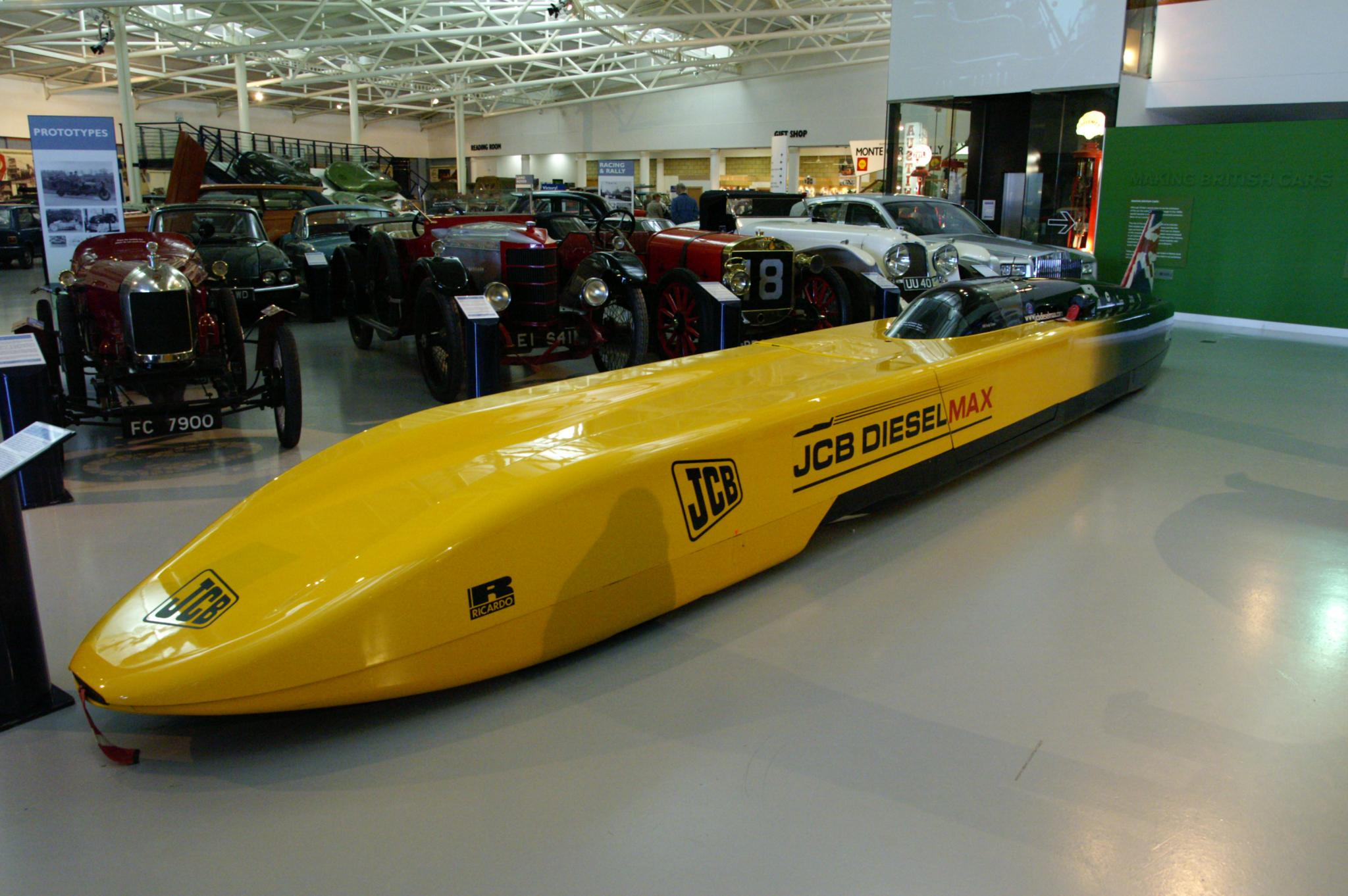
JCB Dieselmax на выставке в Heritage Motor Centre

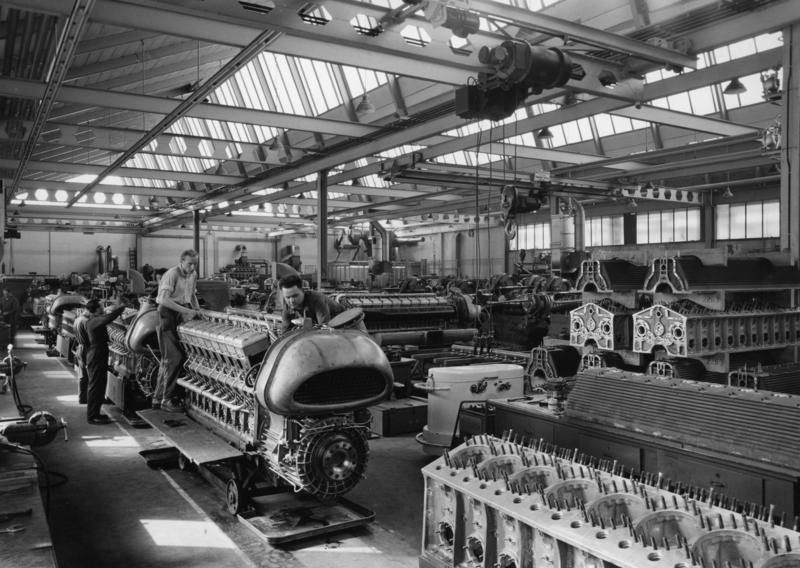
Цех судовых дизелей завода «Даймлер-Бенц» в Штутгарте

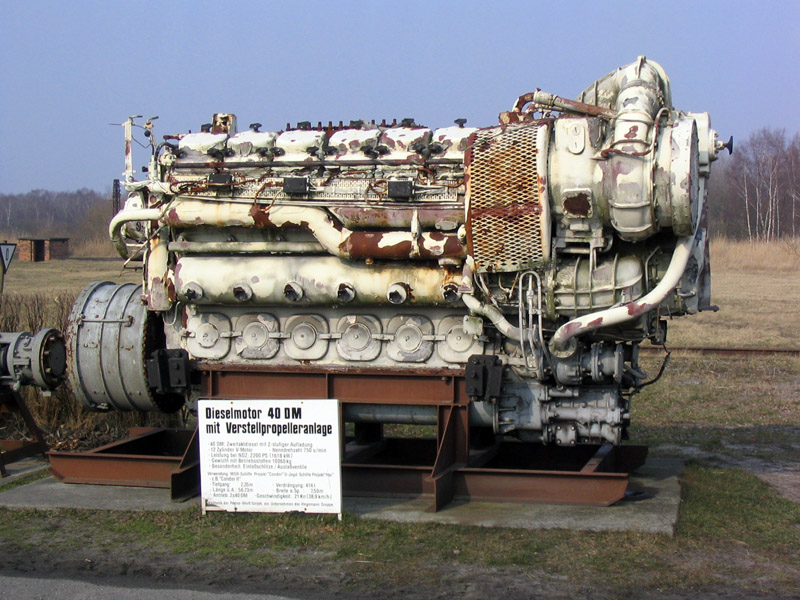
Дизельный двигатель с турбонаддувом

23 августа 2006 года на просторах высохшего озера Бонневилль (Bonneville) прототип JCB Dieselmax под управлением пилота Энди Грина установил новый мировой рекорд скорости для дизельных автомобилей — 563,418 км/ч. Предыдущий рекорд был поставлен в 1973 году и составлял 379,4 км/ч.
- Силовая установка — два дизельных двигателя JCB 444 с системой Common Rail, объёмом 5000 см3.
- Мощность (каждый мотор) — 750 л. с. (560 кВт) при 3800 об/мин.
- Крутящий момент (каждый мотор) — 1500 Нм (1105 lb·ft) при 2000 об./мин.
- Трансмиссия — двойная 6-ступенчатая.
- Габариты Д/Ш/В — 9091/1145/979 мм
- Колёсная база — 5878 мм
- Колея перед/зад — 800/600 мм
- Масса — 2700 кг
- Топливный бак — 9 литров
- Аэродинамическое сопротивление (драг-коэффициент) — 0,147

Самый большой/мощный дизельный двигатель
Судовой, 14 цилиндровый — Wärtsilä-Sulzer RTA96-C, созданный финской компанией Wärtsilä в 2002 году, для установки на крупные морские контейнеровозы и танкеры, является самым большим дизелем в мире. Он же — ДВС с самым высоким КПД: более 50 % на постоянном режиме..
- Конфигурация — 14 цилиндров в ряд
- Рабочий объём — 25 480 литров
- Диаметр цилиндра — 960 мм
- Ход поршня — 2500 мм
- Среднее эффективное давление — 1,96 МПа (19,2 кгс/см²)
- Мощность — 108 920 л. с. при 102 об./мин. (отдача с литра 4,3 л. с.)
- Крутящий момент — 7 571 221 Н·м
- Расход топлива — 13 724 литров в час
- Сухая масса — 2300 тонн
- Габариты — длина 27 метров, высота 13 метров

Серийный дизельный двигатель с самым большим числом цилиндров
Двигатели семейства М-504 — компактные высокооборотистые 56-цилиндровые звездообразные дизель-редукторные агрегаты для скоростных судов. Серийно выпускаются на заводе «Звезда» в Санкт-Петербурге.
- Рабочий объём — 191,4 л;
- Мощность — до 8000 л. с. (у двигателя М-511 А);
- Частота вращения — 2000 об/мин;
- Масса (в сборе с реверс-редуктором) — 7200 кг.

При этом двигатель в сборе с реверс-редуктором имеет длину всего 4,5 м, а его высота составляет всего 1,6 м.
Примечательно, что в данном семействе присутствует спаренный агрегат М-507, который можно рассматривать как 112-цилиндровый двигатель.

## Парк дизельных легковых машин в России
На 1 января 2024 года на территории России было зарегистрировано 2 млн 653 тыс. легковых машин с дизельным мотором, что составляет 5,7 % от общего количества легковых машин.
Самые распространенные марки — Toyota (440,5 тыс. шт., доля 16,6 %), BMW (285,8 тыс. шт., доля 10,8 %), Volkswagen (206,6 тыс. шт., доля 7,8 %), Mitsubishi (204 тыс. шт., 7,7 % ) и Mercedes-Benz (185,4 тыс. шт., доля 7 %), моделью-лидером в «дизельном» парке является Toyota Land Cruiser Prado 150 (120,3 тыс. шт.).
По итогам 2024 года было реализовано на 34 % меньше дизельных легковых машин, чем в 2023-м году — около 20 тыс. шт., причём почти половина пришлась на пикапы — Great Wall Poer (4 668 экз.) Great Wall Poer KingKong (1 375 экз.) и Sollers ST6 (1 638 экз.)